# Frank Crudele
Frank Crudele (27 de octubre de 1954) es un actor italiano. 
Nació en Triggiano (Bari) y pasó gran parte de su infancia en Canadá, después de que su familia decidiese emigrar cuando él tenía diez años de edad. Ha trabajado tanto en el cine como en la televisión y el teatro. Sus trabajos en televisión incluyen la versión italiana de Médico de familia, la miniserie Ho sposato un calciatore, Guardacostas (Gente di mare) y Boardwalk Empire. Ha trabajado en producciones en inglés, francés y español.

## Series TV
- Los hombres de Paco (2009) como Vittorio Palezze
- Boardwalk Empire (2010) como Big Jim Colosimo
- Cenicienta (miniserie italiana) (2011) como Romolo
- Velvet (2015) como Enzo Cafiero

## Películas
- Águila Roja: la película (2011) como el papa Alejandro VII
- Cobardes (2008) como Silvano